# Landtagswahlkreis Rhein-Sieg-Kreis IV
Der Landtagswahlkreis Rhein-Sieg-Kreis IV (Organisationsziffer 28) ist einer von derzeit 128 Wahlkreisen in Nordrhein-Westfalen, die jeweils einen mit der einfachen Mehrheit direkt gewählten Abgeordneten in den Landtag entsenden.
Zur Landtagswahl 2022 wurde der Wahlkreis neu zugeschnitten, er besteht nun aus den kreisangehörigen Städten Niederkassel und Troisdorf sowie dem Sankt Augustiner Stadtteil Menden im Rhein-Sieg-Kreis.

## Landtagswahl 2022
Im Vergleich zur letzten Wahl 2017 ist Siegburg nun Teil des neu gebildeten Wahlkreises Rhein-Sieg-Kreis V. Neu zum Wahlkreis 28 gekommen ist Sankt Augustin-Menden, das zuvor zum Wahlkreis Rhein-Sieg-Kreis II gehörte. Katharina Gebauer, die den Wahlkreis bereits fünf Jahre lang vertritt, konnte ihr Mandat verteidigen.
| Direktkandidat      | Partei          | Erststimmen in % | Zweitstimmen in % |
| ------------------- | --------------- | ---------------- | ----------------- |
| Katharina Gebauer   | CDU             | 42,41 %          | 38,10 %           |
| Denis Waldästl      | SPD             | 25,43 %          | 23,91 %           |
| Diana Heisters      | FDP             | 5,44 %           | 6,38 %            |
| Gert Moses          | AfD             | 5,08 %           | 5,34 %            |
| Thomas Huwer        | B’90/Grüne      | 15,39 %          | 17,76 %           |
| Kashif Shaikh       | LINKE           | 2,04 %           | 1,97 %            |
| Katharina Heinemann | Die PARTEI      | 1,56 %           | 1,20 %            |
| Andreas Frick       | Volksabstimmung | 0,54 %           | 0,32 %            |
| Stefan Kruse        | Die Basis       | 1,13 %           | 0,96 %            |
| Ewgeni Auer         | LIEBE           | 0,33 %           | 0,19 %            |
| Thomas Reuter       | Volt            | 0,66 %           | 0,65 %            |
| -                   | Sonstige        | -                | 3,22 %            |

## Landtagswahl 2017
| Direktkandidat    | Partei  | Erststimmen in % | Zweitstimmen in % |
| ----------------- | ------- | ---------------- | ----------------- |
| Achim Tüttenberg  | SPD     | 31,3 %           | 27,8 %            |
| Katharina Gebauer | CDU     | 42,7 %           | 35,2 %            |
| Alexandra Gauß    | GRÜNE   | 5,1 %            | 5,9 %             |
| Jennifer Kotula   | FDP     | 7,9 %            | 14,1 %            |
| Wolfgang Roth     | PIRATEN | 1,4 %            | 1,0 %             |
| Robert Andres     | LINKE   | 4,5 %            | 4,5 %             |
| Jürgen Fuchs      | AfD     | 6,3 %            | 7,5 %             |
| Übrige            | Übrige  | 0,8 %            | 4,0 %             |

Der Wahlkreis, der bereits 1947 von Konrad Adenauer und auch danach überwiegend von Christdemokraten gewonnen wurde, wird im Landtag erstmals von Katharina Gebauer (CDU) vertreten, die ihn nach fünf Jahren von der SPD zurückerobern konnte. Der bisherige Wahlkreisabgeordnete Achim Tüttenberg schied aus dem Parlament aus, da sein Platz 26 auf der SPD-Landesliste nicht für den Wiedereinzug ausreichte.

## Landtagswahl 2012
Erstmals direkt gewann Achim Tüttenberg den Wahlkreis, Michael-Ezzo Solf verpasste zunächst den Einzug und rückte am 21. Oktober 2015 in den Landtag nach.
| Direktkandidat    | Partei          | Erststimmen in % | Zweitstimmen in % |
| ----------------- | --------------- | ---------------- | ----------------- |
| Michael-Ezzo Solf | CDU             | 35,3 %           | 27,1 %            |
| Achim Tüttenberg  | SPD             | 38,9 %           | 35,8 %            |
| Edith Geske       | GRÜNE           | 9,1 %            | 11,7 %            |
| Richard Müller    | FDP             | 5,3 %            | 10,4 %            |
| Michael Otter     | LINKE           | 2,4 %            | 2,2 %             |
| Torsten Ennenbach | PIRATEN         | 8,6 %            | 8,6 %             |
| Helmut Fleck      | Volksabstimmung | 0,5 %            | –                 |

## Landtagswahl 2010
Michael-Ezzo Solf konnte den Wahlkreis erneut gewinnen, Achim Tüttenberg verpasste den Wiedereinzug.
| Direktkandidat    | Partei          | Erststimmen in % | Zweitstimmen in % |
| ----------------- | --------------- | ---------------- | ----------------- |
| Michael-Ezzo Solf | CDU             | 41,7 %           | 37,3 %            |
| Achim Tüttenberg  | SPD             | 33,9 %           | 29,8 %            |
| Edith Geske       | GRÜNE           | 10,9 %           | 12,9 %            |
| Richard Müller    | FDP             | 5,3 %            | 8,3 %             |
| Volkmar Herpertz  | LINKE           | 4,5 %            | 4,9 %             |
| Torsten Ennenbach | PIRATEN         | 1,6 %            | 1,8 %             |
| Markus Smolarek   | pro NRW         | 1,3 %            | 1,3 %             |
| Helmut Fleck      | Volksabstimmung | 0,6 %            | 0,5 %             |
| –                 | Sonstige        | –                | 3,3 %             |

## Landtagswahl 2005
Direkt gewählter Abgeordneter des Wahlkreises Rhein-Sieg-Kreis IV war Michael-Ezzo Solf (CDU), Achim Tüttenberg zog über die Landesliste in den Landtag ein.
| Direktkandidat 2005    | Partei   | 2005 Stimmen in % | 2000 Stimmen in % |
| ---------------------- | -------- | ----------------- | ----------------- |
| Michael-Ezzo Solf      | CDU      | 50,2              | 41,0              |
| Achim Tüttenberg       | SPD      | 33,2              | 40,2              |
| Harald Burger          | FDP      | 6,9               | 9,7               |
| Thomas Möws            | GRÜNE    | 5,6               | 6,3               |
| Heinz Gerhard Dähmlow  | WASG     | 1,6               | -,-               |
| Bernd Petermann        | NPD      | 1,0               | 0,3               |
| Wolfgang Aschenbrenner | PDS      | 0,9               | 0,8               |
| Daniel Weber           | REP      | 0,4               | 0,8               |
| Michael Krapp          | ödp      | 0,2               | -,-               |
| –                      | PBC      | -,-               | 0,3               |
| –                      | Sonstige | -,-               | 0,4               |

## Wahlkreissieger
| Jahr | Wahlkreisname          | Gebiet                                                      | Direktmandat      | Partei |
| ---- | ---------------------- | ----------------------------------------------------------- | ----------------- | ------ |
| 1947 | 22 Siegkreis-Süd       | Siegkreis (mit Siegburg, Troisdorf und Königswinter)        | Konrad Adenauer   | CDU    |
| 1950 | 22 Siegkreis-Süd       | Siegkreis (mit Siegburg, Troisdorf und Königswinter)        | Kurt Cornelius    | CDU    |
| 1954 | 22 Siegkreis-Süd       | Siegkreis (mit Siegburg, Troisdorf und Königswinter)        | Kurt Cornelius    | CDU    |
| 1958 | 22 Siegkreis-Süd       | Siegkreis (mit Siegburg, Troisdorf und Königswinter)        | Kurt Cornelius    | CDU    |
| 1962 | 22 Siegkreis-Süd       | Siegkreis (mit Siegburg, Troisdorf und Königswinter)        | Hans Günter Hardt | CDU    |
| 1966 | 24 Siegkreis I         | Siegkreis (mit Siegburg, Troisdorf und Königswinter)        | Hans Günter Hardt | CDU    |
| 1970 | 24 Siegkreis I         | Siegkreis (mit Siegburg, Troisdorf und Königswinter)        | Helmut Loos       | CDU    |
| 1975 | 24 Rhein-Sieg-Kreis II | Rhein-Sieg-Kreis (mit Siegburg, Troisdorf und Königswinter) | Helmut Loos       | CDU    |
| 1980 | 30 Rhein-Sieg-Kreis IV | Niederkassel, Siegburg, Troisdorf                           | Helmut Loos       | CDU    |
| 1985 | 30 Rhein-Sieg-Kreis IV | Niederkassel, Siegburg, Troisdorf                           | Hans Jaax         | SPD    |
| 1990 | 30 Rhein-Sieg-Kreis IV | Niederkassel, Siegburg, Troisdorf                           | Hans Jaax         | SPD    |
| 1995 | 30 Rhein-Sieg-Kreis IV | Niederkassel, Siegburg, Troisdorf                           | Walter Bieber     | SPD    |
| 2000 | 32 Rhein-Sieg-Kreis IV | Niederkassel, Siegburg, Troisdorf                           | Michael-Ezzo Solf | CDU    |
| 2005 | 28 Rhein-Sieg-Kreis IV | Niederkassel, Siegburg, Troisdorf                           | Michael-Ezzo Solf | CDU    |
| 2010 | 28 Rhein-Sieg-Kreis IV | Niederkassel, Siegburg, Troisdorf                           | Michael-Ezzo Solf | CDU    |
| 2012 | 28 Rhein-Sieg-Kreis IV | Niederkassel, Siegburg, Troisdorf                           | Achim Tüttenberg  | SPD    |
| 2017 | 28 Rhein-Sieg-Kreis IV | Niederkassel, Siegburg, Troisdorf                           | Katharina Gebauer | CDU    |
| 2022 | 28 Rhein-Sieg-Kreis IV | Niederkassel, Troisdorf, Sankt Augustin-Menden              | Katharina Gebauer | CDU    |